# Ascalabus

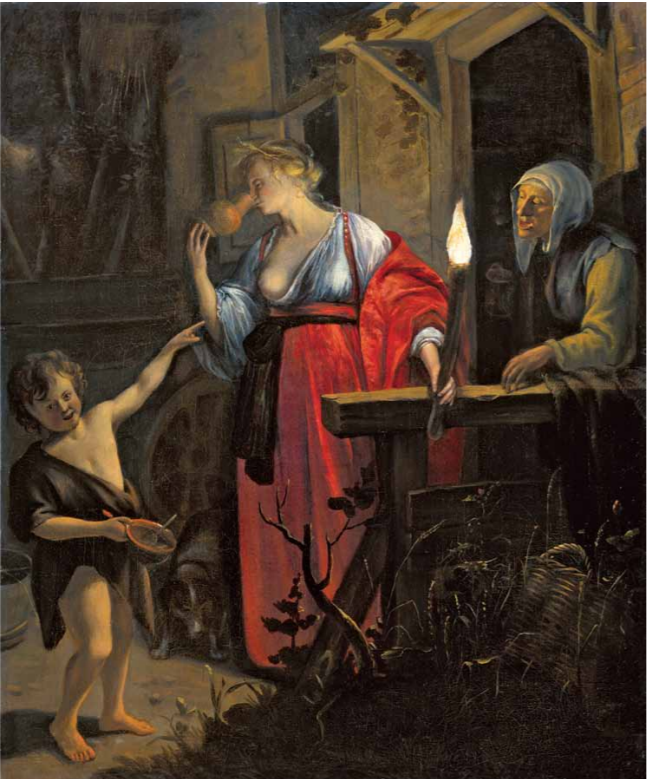
Ceres Seeking for Proserpine (Cérès cherchant Perséphone) par Jan Steen

Pour les articles homonymes, voir Gecko.
Le mythe d'Ascalabus, aussi connu sous le nom latin de Stellio ("l'étoilé"), prend place dans le cycle de Déméter, Cérès en latin, lorsque celle-ci recherche sa fille Perséphone enlevée par Hadès.
Sous l'apparence humaine d'une vieille femme, la déesse parcourt le monde pour retrouver Perséphone. Elle s'arrête à Éleusis, où elle demande l'hospitalité à une famille. Cette dernière la reçoit aimablement.

Mais quand, épuisée, elle boit avidemment de l'eau avec des grains d'orge, elle provoque les moqueries du jeune fils de la famille. Offusquée, elle jette cette eau au visage de l'enfant et le transforme en lézard tacheté, ou gecko, comme raconté par Ovide (Métamorphoses 5, 446-461), repris par Antoninus Liberalis (24).